# Kuniezu

Les kuniezu (国絵図) sont une série de cartes terrestres provinciales japonaises, créées au cours de l'époque d'Edo, commandées par le shogunat Tokugawa pour chacune des provinces du Japon. Elles sont parfois confondues avec les 日本図 (nihonzu), cartes nationales créées par le shogunat.
En 1983, deux de ces ensembles de cartes — la Genroku Kuniezu et la Tempō Kuniezu— ont été désignés bien culturel important du Japon,.

## Shōhō Kuniezu
Les études sur la Shōhō Kuniezu (正保国絵図) commencent en 1644 « http://100.yahoo.co.jp/detail/%E6%AD%A3%E4%BF%9D%E5%9B%BD%E7%B5%B5%E5%9B%B3/ »(Archive.org • Wikiwix • Archive.is • Google • Que faire ?). La copie originale est détruite lors d'un incendie en 1873 ja:正保国絵図.

## Genroku Kuniezu
Le travail relatif à la Genroku Kuniezu (元禄国絵図) commence en 1696 (Genroku 9) et se termine en 1702 (Genroku 15). L'enquête cadastrale et le projet cartographique commencent et se terminent au cours de l'ère Genroku. C'est la quatrième carte officielle du Japon.
L'échelle des cartes réduit le ri (3927m) à 6 sun (18 cm) [échelle d'environ 1/21,600]. Chaque carte indique les montagnes, les rivières, les routes et autres points de repère. Les jalons de route et les noms des villages avec des rendements sur les comptes de riz sont enregistrés. Les jōkamachi (villes-château) sont indiquées avec les noms locaux des zones et les noms des seigneurs des châteaux.
Cet ensemble de cartes a la réputation d'être inférieur aux précédentes. Les cartes Genroku sont corrigées en 1719 (durant la quatrième année de l'ère Kyōhō).
C'est la première série complète de cartes provinciales qui comprend à la fois Ezo et le royaume de Ryūkyū qui à l'époque est un État vassal du domaine de Satsuma.

## Tempō Kuniezu
Le travail sur la Tempō Kuniezu (天保国絵図) commence en 1835 et se termine en 1838.

## Source de la traduction
- (en) Cet article est partiellement ou en totalité issu de l’article de Wikipédia en anglais intitulé « Kuniezu » (voir la liste des auteurs).